# آق آلتن (نشان)
آق آلتن هي بلدة في مقاطعة نشان في ولاية قشقداريا في أوزبكستان.